# パートタイマー刑事 月形兄妹の事件簿
『パートタイマー刑事 月形兄妹の事件簿』（パートタイマーけいじ つきがたきょうだいのじけんぼ）は、1998年から1999年までTBS系「月曜ドラマスペシャル」で放送されたテレビドラマシリーズ。全2回。主演は中村梅雀。

## キャスト

### 主要人物
月形圭介
演 - 中村梅雀
警察大学の非常勤講師。元刑事。
月形霧子
演 - 紺野美沙子
圭介の妹。医師。

### ゲスト
第1作「みちのく殺意の帰郷」（1998年）
- 月影澄江（保険の外交員・圭介と霧子の母親） - 野際陽子
- 恩田裕一（刑事・圭介の元部下） - 西川弘志
- 倉方誠（エリート商社マン） - 嶋大輔
- 河上益男（美貴の祖父） - 土屋嘉男
- 大岡五郎 - 日野陽仁
- 脇村紗里（ツアーコンダクター・美貴の友人） - 前田悠衣
- 倉方美貴（誠の妻） - 春木みさよ
- 南田佐代子（フリーライター・美貴の友人） - 加倉井えり
- 昼田茂雄（美貴の友人） - 塩谷庄吾
- 新見哲男（美貴の友人） - 中村久光
- 畑山道夫（美貴の友人） - 田付貴彦
- 狩田裕介 - 小谷公一郎
- 横澤寛美、棟里佳、村野友美、夏野陽子、深町稜子、華村りこ、西村かずこ、美月優佳里、熊倉智恵、さつきりせ、高橋亜紀、岩丸みほ子、長谷川勝彦、小島みどり、早川プロ

第2作「誰が天使を殺したか?」（1999年）
- 中原のぶ（パートタイマー・奈々の実母） - 石野真子
- 鷹村絆（奈々の母親） - 大島さと子
- 小郡キヌ代（貴代子の母親） - 大塚良重
- 寺西才子（栄子の母親） - 竹井みどり
- 大熊源吾（警部補・主任） - 佐戸井けん太
- 武田信也（刑事） - 斉藤隆治
- 蛭田貫七（弁護士） - 石井光三
- 鷹村浩市（奈々の父親） - 木下浩之
- 堂島美千加（多美子の母親） - 宮田早苗
- 鷹村奈々（少女） - ほりさゆり
- 久保島大二郎（産婦人科医師） - 津田伸
- 天草治郎（刑事） - 加藤逸毅
- 奥野健太（中学生） - 中村大輔
- 小郡貴代子（不良中学生・奈々殺害の容疑者） - 細田阿也
- 寺西栄子（不良中学生・奈々殺害の容疑者） - 井関美佳
- 堂島多美子（不良中学生・奈々殺害の容疑者） - 庄司有希
- スタント - 深作覚、日和佐裕子
- 松元ヒロ、西川公徳、小岩井カリナ、松石健宏、片山美穂、安田洋子、立原詩子、山本一誓、松尾崇、浅野大、木村鷹太、後藤宏美、潮田進、早川プロ、放映プロジェクト、劇団前進座

## スタッフ
- 脚本 - 香取俊介（第1作）、長坂秀佳（第2作）
- プロデューサー - 古屋克征
- 監督 - 鈴木一平
- 音楽 - 桜庭伸幸
- 劇用犬 - 鎌倉第二警察犬訓練所（第2作）
- 方言指導 - 山梨ハナ（第2作）
- 制作 - TBS、国際放映

## 放送日程
| 話数 | 放送日        | サブタイトル        | ラテ欄 | 脚本     |
| ---- | ------------- | ------------------- | --- | -------- |
| 1    | 1998年8月03日 | みちのく殺意の帰郷  | 死体の隣に謎のこけし 花巻温泉－東京・怨念の連続殺人!? 人妻レイプと自殺の影に夫の疑惑!? パート刑事が挑む時間トリックと真相 | 香取俊介 |
| 2    | 1999年4月12日 | 誰が天使を殺したか? | 町の人気者少女の死から始まった連続殺人!! 愛娘を失った両親の涙の裏に月形が見た意外な真実とは?                              | 長坂秀佳 |